# Кирил Миноски
Кирил Миноски (на македонска литературна норма: Кирил Миноски) е политик от Република Македония.

## Биография
Роден е на 30 октомври 1971 г. в Скопие. През 2005 г. е завършил европейски изследвания в Икономическия факултет на Скопския университет, Университета в Антверпен, Университета Стафордшир във Великобритания и Университета в Бари, Италия. Докторант е в Икономическия факултет в Скопие. От 2000 до 2002 г. е последователно заместник-директор и директор на Македонски банкерски проект. От 2002 до 2013 г. е мениджър по финансите и човешките ресурси, на компонента за реформа на пазара на труда и пенсионни реформи и на компонента за износ. В периода май 2014-ноември 2015 г. е директор на Държавния пазарен инспекторат към Министерството на икономиката. От ноември 2015 до юни 2016 г. е директор на Управлението за обществени приходи на Република Македония. От юни 2016 г. до края на май 2017 г. е министър на финансите на Република Македония в правителството на Емил Димитриев.